# 29. BAFTA-gála
A 29. BAFTA-gálát 1976-ban tartották, melynek keretében a Brit film- és televíziós akadémia az 1975. év legjobb filmjeit és alkotóit díjazta.

## Díjazottak és jelöltek
(a díjazottak félkövérrel vannak jelölve)

### Legjobb film
Alice már nem lakik itt
- Barry Lyndon
- Kánikula délután
- Cápa

### David Lean-díj a legjobb rendezésért
Stanley Kubrick – Barry Lyndon
- Martin Scorsese – Alice már nem lakik itt
- Sidney Lumet – Kánikula délután
- Steven Spielberg – Cápa

### Legjobb elsőfilmes
Valerie Perrine – Lenny
- Robert De Niro – A Keresztapa II.
- Alfred Lutter – Alice már nem lakik itt
- Lily Tomlin – Nashville

### Legjobb főszereplő
Al Pacino – A Keresztapa II./Kánikula délután
- Richard Dreyfuss – Cápa
- Gene Hackman – Francia kapcsolat II./A döntés éjszakája
- Dustin Hoffman – Lenny

### Legjobb női főszereplő
Ellen Burstyn – Alice már nem lakik itt
- Anne Bancroft – A második utca foglyai
- Valerie Perrine – Lenny
- Liv Ullman – Jelenetek egy házasságból

### Legjobb férfi mellékszereplő
Fred Astaire – Pokoli torony
- Martin Balsam – Hajsza a föld alatt
- Burgess Meredith – A sáska napja
- Jack Warden – Sampon

### Legjobb női mellékszereplő
Diane Ladd – Alice már nem lakik itt
- Ronee Blakley – Nashville
- Lelia Goldoni – Alice már nem lakik itt
- Gwen Welles – Nashville

### Legjobb forgatókönyv
Alice már nem lakik itt – Robert Getchell
- Kánikula délután – Frank Pierson
- Cápa – Peter Benchley, Carl Gottlieb
- Nashville – Joan Tewkesbury

### Legjobb operatőri munka
Barry Lyndon
- Aki király akart lenni
- Rollerball – Könyörtelen játék
- Pokoli torony

### Legjobb jelmez
A sáska napja
- Barry Lyndon
- A négy testőr, avagy a Milady bosszúja
- Aki király akart lenni

### Legjobb vágás
Kánikula délután
- A Keresztapa II.
- Cápa
- Rollerball – Könyörtelen játék

### Anthony Asquith-díj a legjobb filmzenének
Cápa/Pokoli torony – John Williams
- A Keresztapa II. – Nino Rota
- Hajsza a föld alatt – David Shire
- A szél és az oroszlán – Jerry Goldsmith

### Legjobb díszlet
Rollerball – Könyörtelen játék
- Barry Lyndon
- A sáska napja
- Pokoli torony

### Legjobb hang
Nashville
- Kánikula délután
- Cápa
- Rollerball – Könyörtelen játék

### Legjobb animációs film
Great
- The Owl Who Married A Goose

### Legjobb rövidfilm
Sea Area Forties
- Leaving Lily
- The Living Woodland
- Waiting On Weather

### Legjobb speciális film
The Curiosity That Kills the Cat
- How An Aeroplane Flies Part I
- The Oil In Your Engine

### Robert Flaherty-díj a legjobb dokumentumfilmnek
In Search of the Early Americans
- Seven Green Bottles

### Egyesült Nemzetek-díj az ENSZ Alapokmányának egy vagy több elvét bemutató filmnek
Conrack

### Akadémiai tagság
Charlie Chaplin

 Laurence Olivier